# Nicolas de Nompère de Champagny
Pour les autres membres de la famille, voir Famille de Nompère de Champagny.
Nicolas Charles Stanislas Louis Marie de Nompère de Champagny, né le 6 septembre 1789 à Cayenne en Guyane et mort 4 mai 1863 au château de Kerduel (Pleumeur-Bodou), est un militaire et homme politique français.
Il fut maréchal de camp, sous-secrétaire d'État, directeur général du personnel au département de la guerre, et député de la Loire à la Chambre.

## Biographie
Nicolas de Nompère de Champagny suivit la carrière militaire jusqu'au grade de maréchal de camp.
Dévoué au gouvernement royal, il fut fait grand officier de la Légion d'honneur le 30 octobre 1829.
Puis il sollicita, avec l'appui du ministère, les suffrages des électeurs du département de la Loire : après avoir échoué (juin 1830) dans le 2e arrondissement (Roanne), contre Joseph Alcock, il fut nommé député au collège de département le 3 juillet 1830.
Il protesta contre le renversement du trône de Charles X, donna sa démission pour ne pas prêter serment au nouveau roi Louis-Philippe Ier, et fut remplacé avant la ﬁn de l'année par Jean-Jacques Baude.
Le 10 février 1841, le vicomte de Champagny fut admis à la retraite avec le grade de maréchal de camp.
Il fut maire de Pleumeur-Bodou de 1848 à 1852.

## Union et postérité
Fils de Marie Claude de Nompère de Champagny (° 12 septembre 1759 à Cognat-Lyonne - † 13 décembre 1789 à Cognat-Lyonne) et de Marie Anne Elisabeth de Lingendes, Nicolas épousa  Caroline de La Fruglaye (° 18 juillet 1805 à Ploujean - † 26 février 1864 à Pleumeur-Bodou, fille de Paul de La Fruglaye (° 12 mars 1766 à Quimper - † 1849 à Morlaix), officier de dragons, colonel de la Légion du Finistère, chevalier de Saint-Louis, maire de Ploujean.
- Ensemble, ils eurent :
  - Henri de Nompère de Champagny (° 17 juin 1831 à Ploujean - † 10 avril 1885 au château de Kerduel (Pleumeur-Bodou), député puis sénateur des Côtes-du-Nord, maire de Pleumeur-Bodou, marié le 30 mai 1858 à Plouvorn, avec Clémentine Marie Audren de Kerdrel (° 1840 - † 1899), fille de Casimir Audren de Kerdrel (° 1807 - † 1862), dont :
    - Henri Clément Nicolas Marie de Nompère de Champagny (° 1er avril 1859 - † 8 décembre 1933), conseiller général du canton de Perros-Guirec et maire de Pleumeur-Bodou, marié vers 1890, avec une fille de Robert Ernest de Curel (° 1829 - † 1893), dont il eut :
      - Henry de Nompère de Champagny (16 septembre 1890 au château de Kerduel (Pleumeur-Bodou) - † Mort pour la France le 14 mars 1944 en déportation au camp de Flossenbürg en Allemagne). Élève de l'École Spéciale Militaire de Saint-Cyr (promotion de la Moskova 1910 - 1914), officier de l'Armée française (colonel) durant les Première et Seconde Guerres mondiales, résistant, maire de Somloire de 1920 à 1944, conseiller général du canton de Vihiers de 1928 à 1938, marié le 16 juin 1919, avec Yvonne des Nouhes de Loucherie (° 13 février 1896 à Paris - † 3 novembre 1988 à Paris), dont il eut sept enfants :
        - cinq filles et,
        - deux fils, dont élève de l'École Spéciale Militaire de Saint-Cyr (promotion Général Leclerc 1946 - 1948), dont postérité ;

      - Anne de Nompère de Champagny (° 1892 - † 1955), mariée avec M. de Couëssin du Boisriou ;
      - Yves Marie de Nompère de Champagny, (° 1895 - † 1969) comte de Champagny, 6e duc de Cadore. Par jugement du tribunal civil de la Seine du 18 juillet 1919, confirmé en cour d'appel de Paris le 8 octobre suivant et transcrit sur les régistres d'état civil de Paris VIIIe le 19 novembre 1919, Emma de Nompère de Champagny (° 1858 - † 1932), fille de Jérôme-Paul de Nompère de Champagny, 5e duc de Cadore adopta, sous le nom de « de Nompère de Champagny de Cadore », son « neveu »[4] Yves de Nompère de Champagny de Cadore, arrière-petit-fils de Nicolas de Nompère de Champagny (issu de la branche aînée de la famille). Ce dernier a porté le titre de duc de Cadore conformément aux lettres patentes de Napoléon Ier signées en 1809 permettant la transmission du titre par les femmes[5].
 Yves avait épousé, le 9 mars 1923 à Paris XVIe, Henriette d'Estampes (° 13 juillet 1897 à Paris VIIIe - † 8 juillet 1995 à Paris, inhumée au cimetière du Montparnasse (315 P 1834)), fille du marquis Robert Jacques d'Estampes (° 1862 - † 1930), dont il eut :
        - Henri Marie de Nompère de Champagny (° 1924 - † 2010), comte de Champagny, marquis puis 7e duc de Cadore. Il épousa en 1949, Françoise de Pierre de Bernis († 2010), sans postérité ;
        - Marie Henriette de Nompère de Champagny de Cadore (° 1925 - † 22 octobre 2013). Elle épousa le 22 avril 1950, François de Bodin (° 1922 - † 2000), vicomte de Galembert, dont postérité ;

    - Caroline de Nompère de Champagny (° le 10 septembre 1860 à Plouvorn - † 1932), mariée avec Louis Florian Marie Auguste Gouyon de Beaufort (° 1859 - † 1934), dont postérité.

  - Marie Victoire de Nompère de Champagny (° 1834 - † 10 décembre 1887 à Pléneuf), mariée, le 28 octobre 1856 à Pleumeur-Bodou, avec Arthur François de La Goublaye de Nantois (° 1826 - † 1888), dont postérité ;
  - Louisa de Nompère de Champagny (° 8 septembre 1836 - † 7 mars 1912), mariée, le 17 avril 1860 à Pleumeur-Bodou, avec Eudes de Quemper de Lanascol (° 1832 - † 1878), dont postérité.

## Titre
- Vicomte de Champagny.

## Décoration
- Grand officier de la Légion d'honneur (30 octobre 1829).